# 구구 시리즈
구구 시리즈(영어: Goo Goo Series)는 미국 테네시주 내슈빌에 위치한 스탠더드 캔디 사에서 라이센스를 받아 1985년에 롯데삼강에서 출시한 아이스크림류 브랜드명이다.

## 개요
구구 시리즈의 모태가 되는 제품은 1912년에 스탠더드 캔디 사에서 만든 구구 크러스터(Goo Goo Cluster)이다. 이것은 대한민국에서 알고 있는 통아이스크림 제품인 구구 크러스터와는 다른 제품으로 마시멜로와 캐러멜을 얹고 위에 땅콩과 초콜릿을 입힌 일종의 초콜릿 바다. 구구(Goo Goo)라는 명칭은 켐벨(Mr.Campbell)이 자신의 아들에게 이것을 주면서 맛있다며 'Good, Good(굿, 굿)'이라 말했는데 갓난아이라서 발음이 잘 안되어 '구구'하며 옹알거리는 모습에서 힌트를 얻어 지어낸 것이라고 한다. 또한 여기에 롯데삼강에서 미국의 아이스크림인 로키 로드와 비슷한 형태로 제작하여 1985년에 상자 안에 하나하나씩 포장되어 있는 구구 아이스크림을 출시하고 1988년에는 통아이스크림 형태의 구구 크러스터라는 제품을 출시하게 되었다. 이후 1990년에 부라보콘의 영향으로 콘 형태의 구구콘도 출시하게 되었다. 2003년부터 기존의 초콜릿과 마시멜로의 조합에서 바닐라 형태의 구구 시리즈도 추가되었다. 바닐라과 더불어 바삭한 식감의 캐러멜 과자가 첨가되어있다. 또한 2010년 10월 5일 파스퇴르유업이 롯데그룹 산하에 들어가면서 파스퇴르 우유를 활용하여 2011년에 '구구 스타'라는 브랜드명으로 발전하였다. 2014년 6월 29일에는 구구콘 젤라토가 출시되었다. 안에는 블루베리 잼, 딸기 마시멜로, 화이트 초콜릿 등이 첨가되어 있다.

## 구구 시리즈의 목록
- 구구: 1985년에 출시한 최초의 구구 시리즈로 상자 안에 하나하나씩 포장되어 있는 형태이다.
- 구구 크러스터: 홈 아이스류(통 아이스크림). 1988년에 출시하였다.
- 구구콘: 아이스크림 콘 형태로 1990년에 출시하였다. 출시 당시 가격은 500원이었으며 이때 당시 최수종이 나온 '그래서 500원입니다!'라는 CF가 나온 적이 있다. 2010년대 기준으로 2000원대이다.

## 같이 보기
- 월드콘 (아이스크림)